# Comité national polonais (1914-1917)
Pour les articles homonymes, voir Comité national polonais.
 (octobre 2024).
Si vous disposez d'ouvrages ou d'articles de référence ou si vous connaissez des sites web de qualité traitant du thème abordé ici, merci de compléter l'article en donnant les références utiles à sa vérifiabilité et en les liant à la section « Notes et références ».

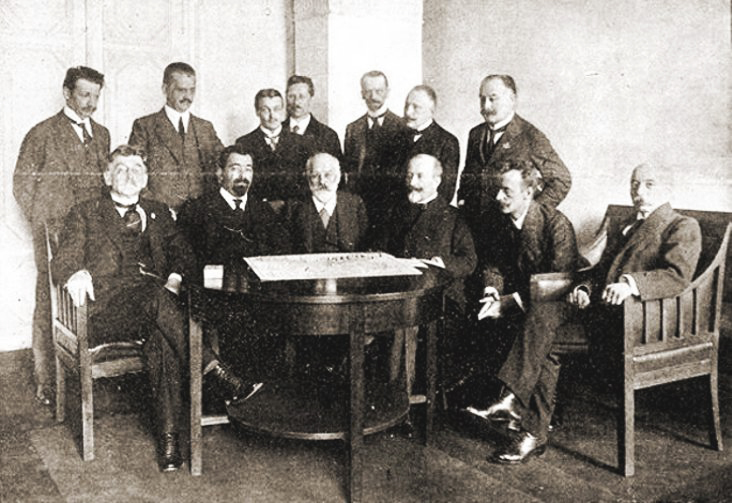
Le Comité national polonais en 1914.

Le Comité national polonais, (en polonais : Komitet Narodowy Polski), a été créé, dès 1914, au début de la Première Guerre mondiale pour réunir les personnalités politiques polonaises partisanes du soutien à la Russie et à la Triple-Entente.
Le Comité national polonais fut créé, notamment par Roman Dmowski, afin de s'opposer au président Józef Piłsudski qui s'était allié aux forces des Empires centraux allemand et austro-hongrois. Mais Józef Piłsudski, fin politicien, ne visait que l'écrasement de la Russie dans un premier temps afin de libérer la Pologne du joug russe. Après l'écrasement de la Russie, en 1917, Józef Piłsudski rompit son alliance avec les Empires centraux et s'allia aux forces de la Triple-Entente.
Le Comité national polonais a appuyé la création de l'Armée bleue de Józef Haller sur le territoire français.
Lors du retournement d'alliance de la part de Józef Piłsudski en 1917, le comité s'est dissous.
Roman Dmowski reconstituera un nouveau comité à Lausanne sous la même appellation Comité national polonais.